# アールジュネス
アールジュネス（ARTJEUNESS）は、東京都品川区に本社を置くアールビバン株式会社のイラスト系版画部門。東京・名古屋・大阪・福岡天神に常設店舗を構える。常設店舗にはタペストリー専門店軸中心派を併設しグッズ販売をおこなう。

## 作家一覧
（2019年4月現在）
- アカバネ
- あずまゆき
- あづみ一樹
- MtU
- 沖麻実也
- 和遥キナ
- 片桐雛太
- karory
- かんたか
- カントク
- CARNELIAN
- ぎん太郎
- KEI
- こだか和麻
- 小林智美
- 梱枝りこ
- 珈琲貴族
- ごとＰ
- 笹井さじ
- ささきむつみ
- 四季童子
- 茨乃
- Syroh
- シロガネヒナ
- しんたろー
- 鈴平ひろ
- 立羽
- てぃんくる
- 天夢森流彩
- Tony
- THORES柴本
- なつめえり
- 七尾奈留
- 七瀬葵
- 西又葵
- バーニア600
- ぱん
- 緋色雪
- 日陰影次
- Hiten
- ピロ水
- p19
- 藤真拓哉
- ふーみ
- ホノジロトヲジ
- 桝石きのと
- 茉宮祈芹
- 美樹本晴彦
- 深崎暮人
- 三嶋くろね
- 蜜桃まむ
- 萌木原ふみたけ
- 山本和枝
- ゆき恵
- 6U☆

## アールジュネス店舗一覧
（2019年3月現在）
アールジュネス秋葉原
東京都千代田区外神田 3-15-1 AKIBA PLACE 4F こみっく軸中心派秋葉原本店内
アールジュネス名古屋
愛知県名古屋市中区大須3-11-19 こみっく軸中心派名古屋店3F
アールジュネス日本橋
大阪府大阪市浪速区日本橋4-10-2 こみっく軸中心派日本橋店3F
アールジュネス福岡
福岡県福岡市中央区天神3-2-22 河村天神荘ビル4F 軸中心派福岡天神店内

## 神絵祭
神絵祭とは、2012年より開催されている、アールジュネス最大規模の絵画展示販売イベント。（入場無料）
また、会場内には軸中心派のグッズコーナーも併設され、神絵祭限定アイテムなどの販売や人気イラストレーターによるトークイベントやライブアート、非売品アイテムの無料配布などが行われるイベント。
会場は、東京・名古屋・大阪・福岡をはじめ、近年は地方都市でも開催している。